# Nílton de Sordi
Nílton de Sordi, a volte riportato anche come Newton e meglio noto come De Sordi (Piracicaba, 14 febbraio 1931 – Bandeirantes, 24 agosto 2013), è stato un allenatore di calcio e calciatore brasiliano di ruolo difensore, campione del mondo nel 1958 con la Nazionale brasiliana.
Affetto da tempo dalla malattia di Parkinson, è scomparso nel 2013 all'età di 82 anni.

## Carriera

### Club
De Sordi iniziò la sua carriera professionistica nel 1949 nelle file del XV de Piracicaba, dove rimase fino al 1952.
Il 1º gennaio 1952 fu acquistato dal San Paolo, con cui disputò 536 partite e vinse 2 Campionati paulisti (1953 e 1957).
Il 16 luglio 1965 De Sordi lasciò il club paulista e giocò una stagione con l'União Bandeirante prima di diventarne allenatore negli anni 1960 e 1970 e poi supervisore, ruolo ricoperto fino al 1992.

### Nazionale
De Sordi esordì con la Nazionale brasiliana il 17 novembre 1955 a San Paolo contro il Paraguay (3-3).
Ha fatto parte della selezione che vinse i Mondiali 1958, dove disputò tutte le partite della Seleção eccetto la finale per decisione medica.

## Palmarès

### Club
- Campionato paulista: 2

San Paolo: 1953, 1957

### Nazionale
- Campionato mondiale: 1

Svezia 1958